# Christian Ludwig Frowein
Christian Ludwig Frowein (* April 1698 in Elberfeld; † Mai 1756 ebenda) war Bürgermeister in Elberfeld.

## Leben
Ludwig Froweins Familie stammte ursprünglich aus Elberfeld, sein Urgroßvater Kaspar Frowein (1604–1668) war aber nach Schwelm gezogen. Erst nachdem seine Großmutter Gertrud Esgen (1644–1677) im Jahr 1671 den auf der Elberfelder Seite gelegenen Furter Hof erbte, zog die Familie wieder nach Elberfeld zurück. Ludwig Froweins Vater David Friedrich Eustatius Frowein (1670–1744), noch in Schwelm geboren, heiratete die aus Unterbarmen stammende Anna Maria Teschemacher († 1698), die kurz nach Ludwigs Geburt starb.
Ludwig Frowein heiratete am 29. Januar 1721 Christina Siebel (1693–1775), die Tochter des Bürgermeisters von 1716 Anton Siebel, mit der er acht Kinder hatte, von denen zwei im Kindesalter starben. Frowein wurde erstmals 1738 zum Bürgermeister vorgeschlagen, aber nicht gewählt. In den beiden Jahren darauf, also 1739 und 1740, war er im Rat der Stadt, ebenso wie 1746. Danach wurde er 1741 und 1748 nochmal für das Amt des Bürgermeisters vorgeschlagen, aber nur 1748 tatsächlich gewählt. Im Jahr 1749 war er Stadtrichter und danach von 1753 bis 1755 erneut im Rat der Stadt Elberfeld.